# أمين شنتوف
أمين شنتوف هو عداء بارالمبي مغربي (صنف T12) من مواليد 8 يونيو 1981، 
شنتوف مثل المغرب في الألعاب البارالمبية الصيفية 2012 بلندن، و أحرز على الميدالية الذهبية، و أحرز على ميدالتين ذهبية وفضية في الألعاب البارالمبية الصيفية 2016 بريو دي جانيرو.

## روابط خارجية
- أمين شنتوف على موقع Paralympic.org (الإنجليزية)